# 2024–2025-ös Ligue nord-américaine de hockey-szezon
A 2024–2025-ös Ligue nord-américaine de hockey-szezon a Ligue nord-américaine de hockey professzionális kanadai jégkorongbajnokságnak a harmincadik szezonja.  A 2023–2024-es szezon rájátszásának a győztese a Assurancia de Thetford volt.

## Résztvevők
A 2024-25-ös szezonban játszó csapatok.
| Csapat                         | Székhely        | Jégcsarnok                                    | Férőhely | Csatlakozás |
| ------------------------------ | --------------- | --------------------------------------------- | -------- | ----------- |
| 3L de Rivière-du-Loup          | Rivière-du-Loup | Centre Premier Tech                           | 3 500    | 2008        |
| Assurancia de Thetford         | Thetford Mines  | Centre Mario Gosselin                         | 2 500    | 1996        |
| Bataillon de Saint-Hyacinthe   | Saint-Hyacinthe | Stade Louis-Philippe-Gaucher                  | 2 000    | 2024        |
| Cool FM 103,5 de Saint-Georges | Saint-Georges   | Centre Sportif Lacroix-Dutil                  | 2 975    | 1996        |
| Éperviers de Sorel-Tracy       | Sorel-Tracy     | Colisée Cardin                                | 3 037    | 1996        |
| Les Pétroliers de Laval        | Laval           | Colisée de Laval                              | 3 609    | 2018        |
| Marquis de Jonquière           | Saguenay        | Palais des Sports                             | 3 220    | 1996        |
| National de Québec             | Québec          | Complexe Sportif Bonair de L’Ancienne-Lorette | 2 000    | 2024        |

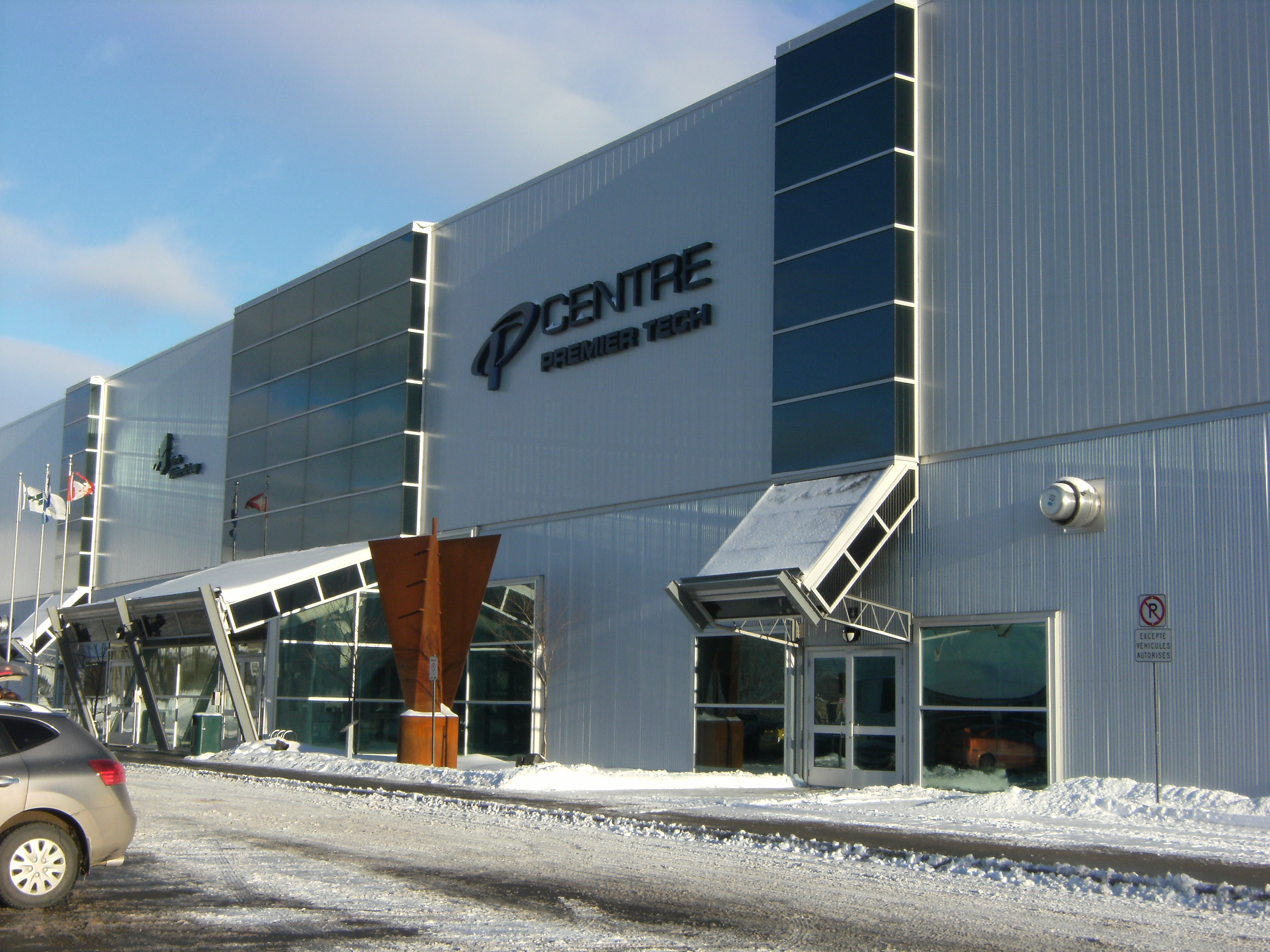
A Rivière-du-Loup-i Centre Premier Tech
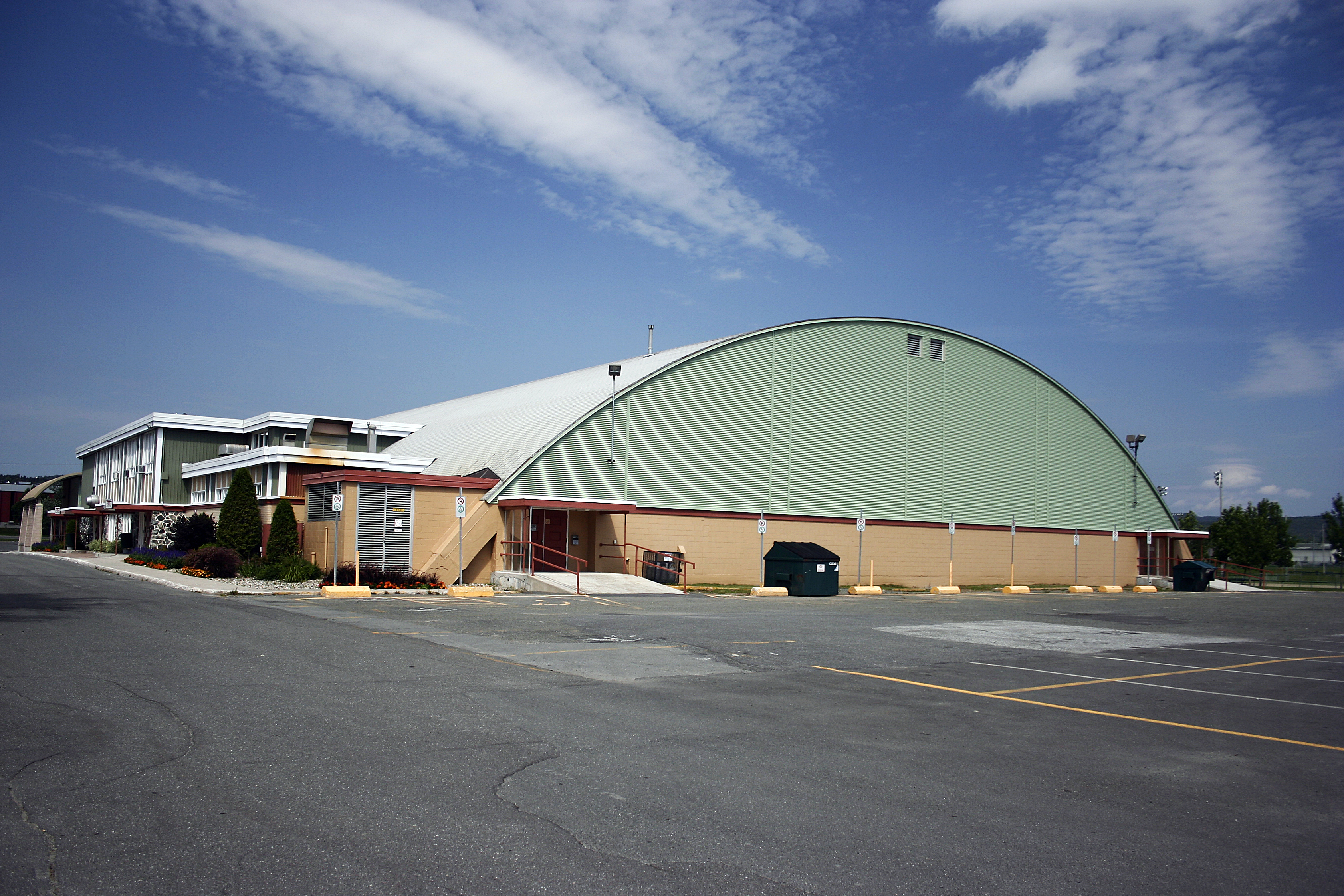
A Thetford Mines-i Centre Mario Gosselin
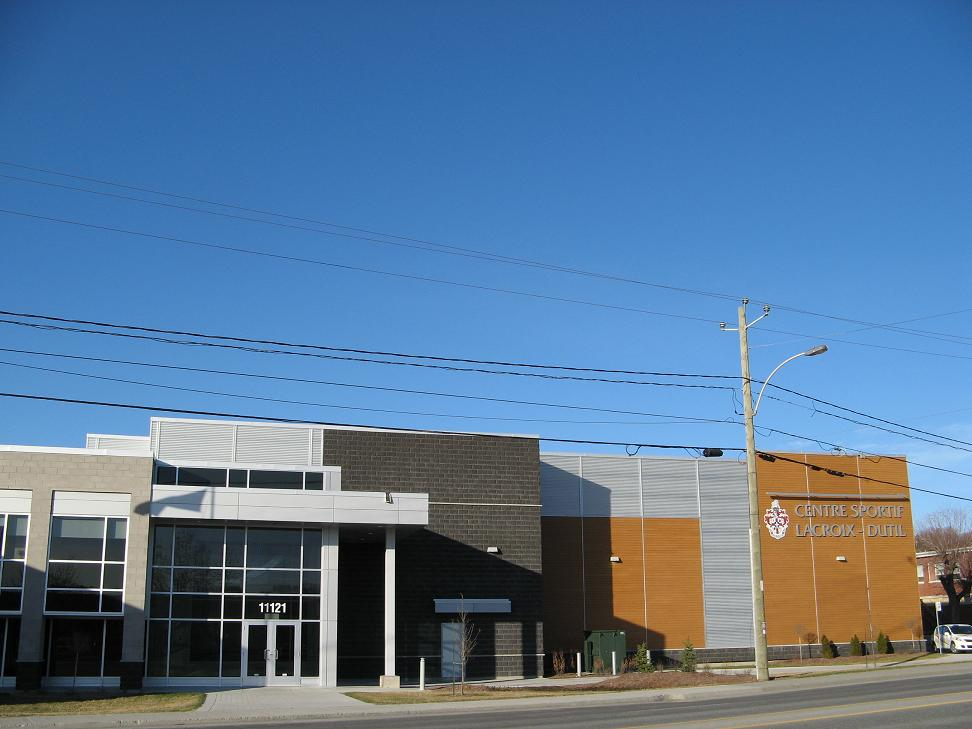
A Saint-Georges-i Centre sportif Lacroix-Dutil
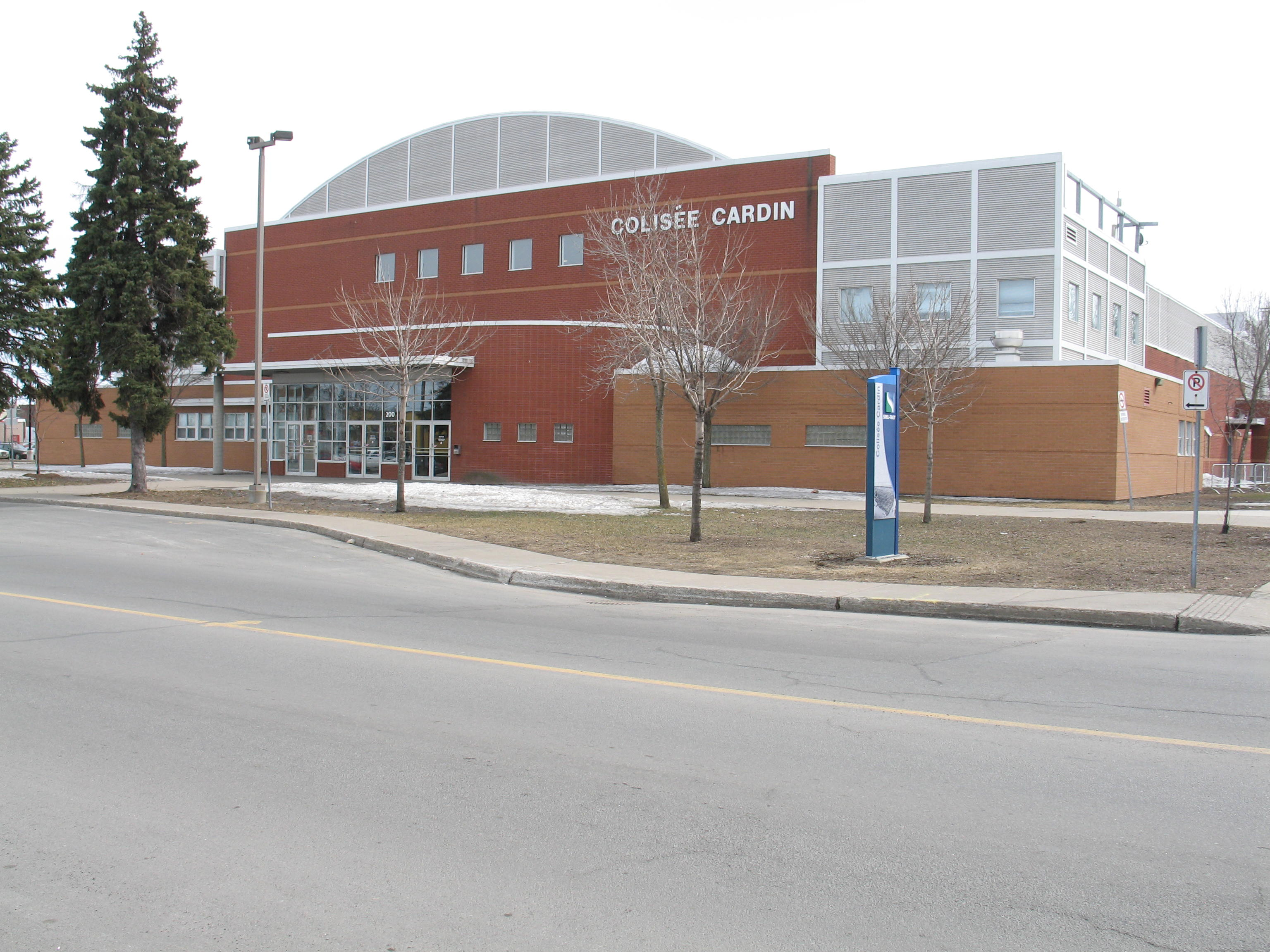
A Sorel-Tracy-i Colisée Cardin
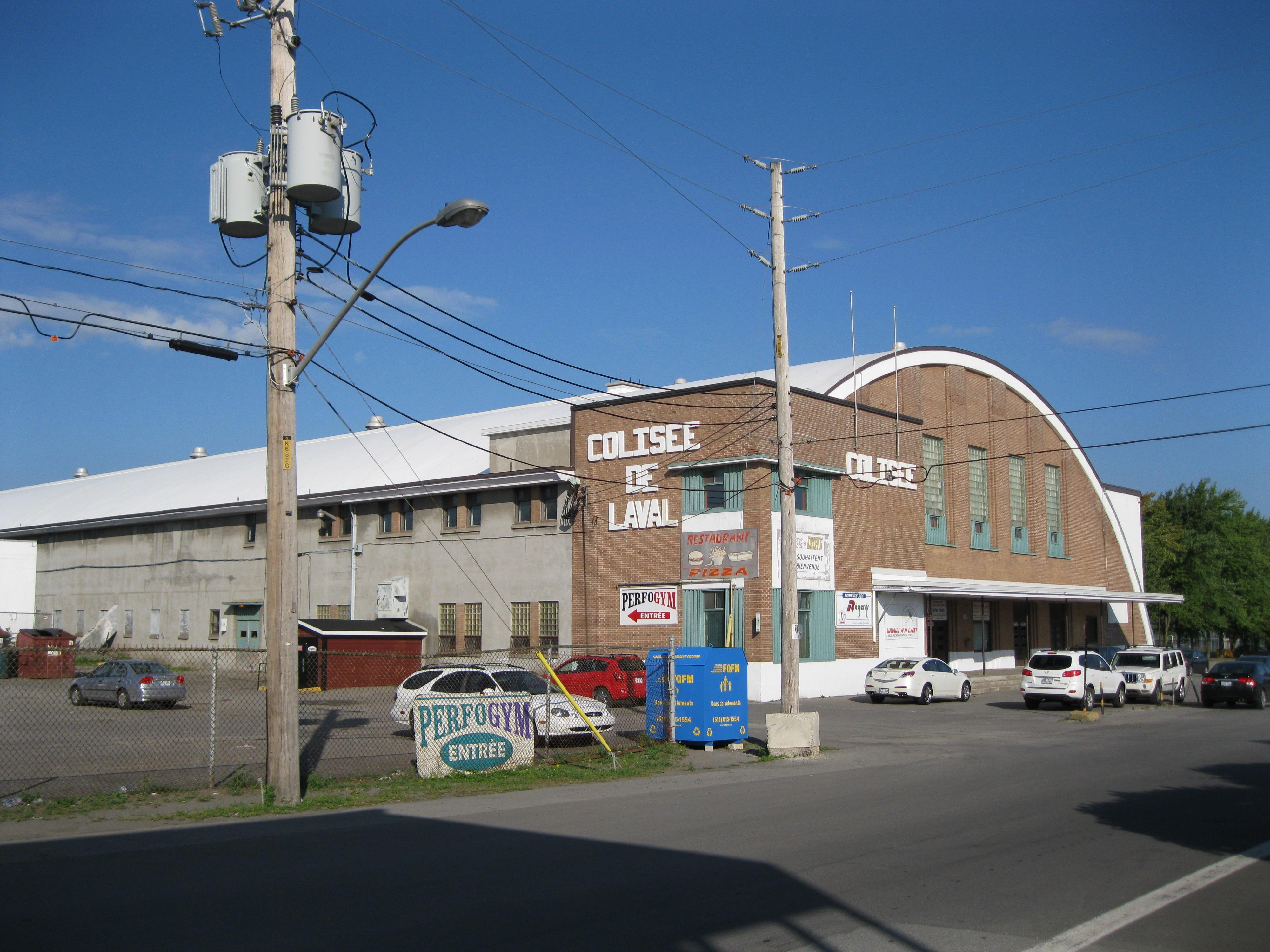
A lavali Colisée de Laval
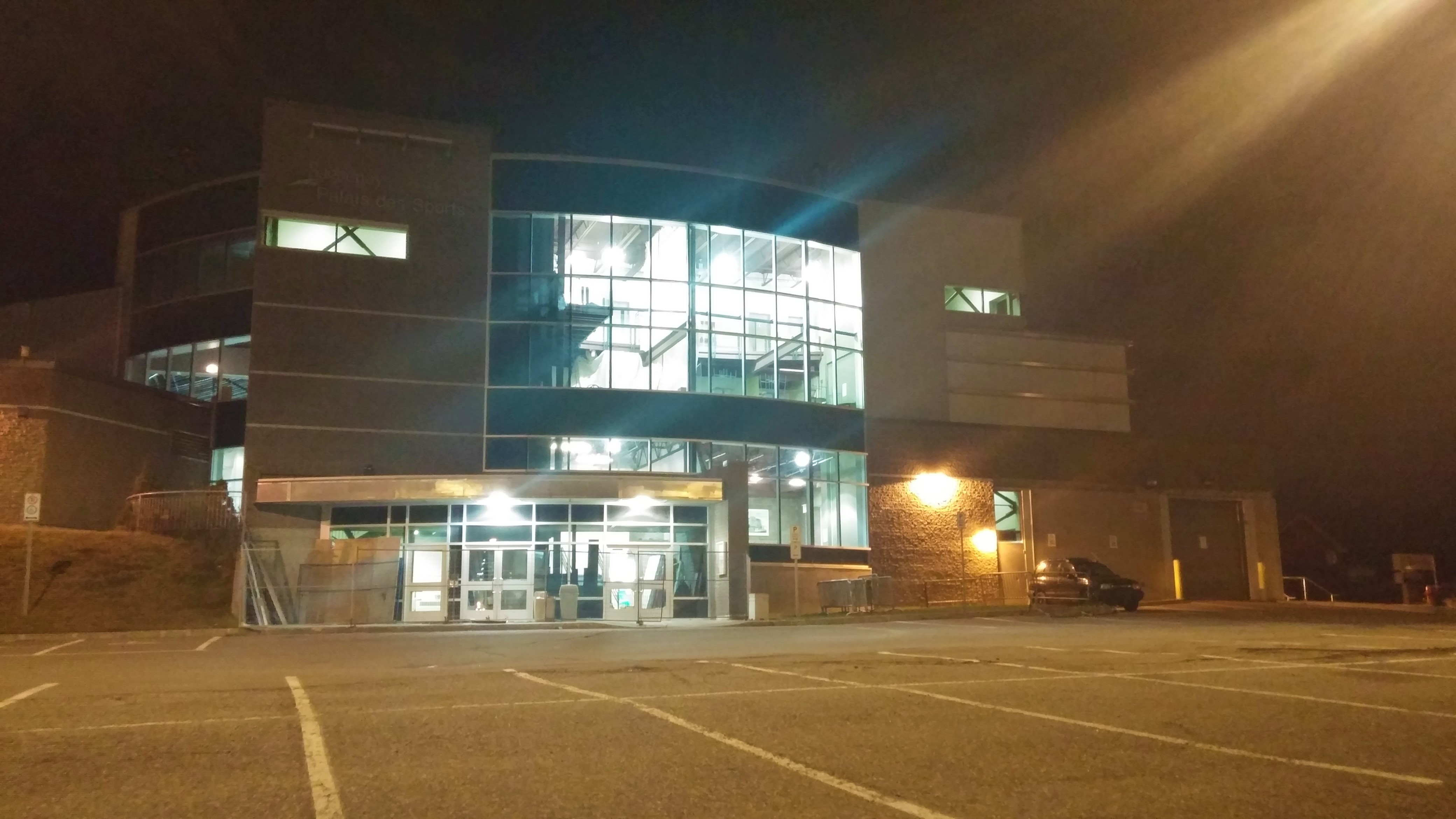
A saguenay-i Palais  des Sports de Saguenay

## Alapszakasz
|  | A csapat bejut a rájátszás negyeddöntőjébe |

| Poz. | Csapat                         | LM | Gy | GY.H. | V.H. | V  | G       | P  |
| ---- | ------------------------------ | -- | -- | ----- | ---- | -- | ------- | -- |
| 1.   | Cool FM 103,5 de Saint-Georges | 36 | 22 | 3     | 2    | 9  | 166:121 | 52 |
| 2.   | Éperviers de Sorel-Tracy       | 36 | 14 | 7     | 5    | 10 | 127:110 | 47 |
| 3.   | Les Pétroliers de Laval        | 36 | 16 | 3     | 4    | 13 | 131:128 | 42 |
| 4.   | Assurancia de Thetford         | 36 | 17 | 2     | 4    | 13 | 143:131 | 42 |
| 5.   | 3L de Rivière-du-Loup          | 36 | 14 | 4     | 4    | 14 | 111:118 | 40 |
| 6.   | Bataillon de Saint-Hyacinthe   | 36 | 15 | 2     | 4    | 15 | 124:138 | 38 |
| 7.   | Marquis de Jonquière           | 36 | 12 | 3     | 2    | 19 | 153:161 | 32 |
| 8.   | National de Québec             | 36 | 7  | 3     | 2    | 24 | 107:155 | 22 |